# Synapsa

Połączenie synaptyczne: 1-mitochondrium 2-pęcherzyki presynaptyczne z neurotransmiterem 3-autoreceptor 4-szczelina synaptyczna 5-neuroreceptor 6-kanał wapniowy 7-pęcherzyk uwalniający neurotransmitery 8-receptor zwrotnego wychwytu mediatora

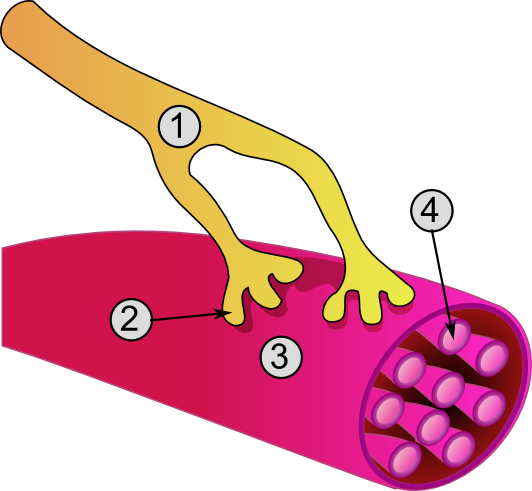
Połączenie nerwowo-mięśniowe: 1-akson 2-połączenie synaptyczne 3-mięsień szkieletowy 4-miofibryla

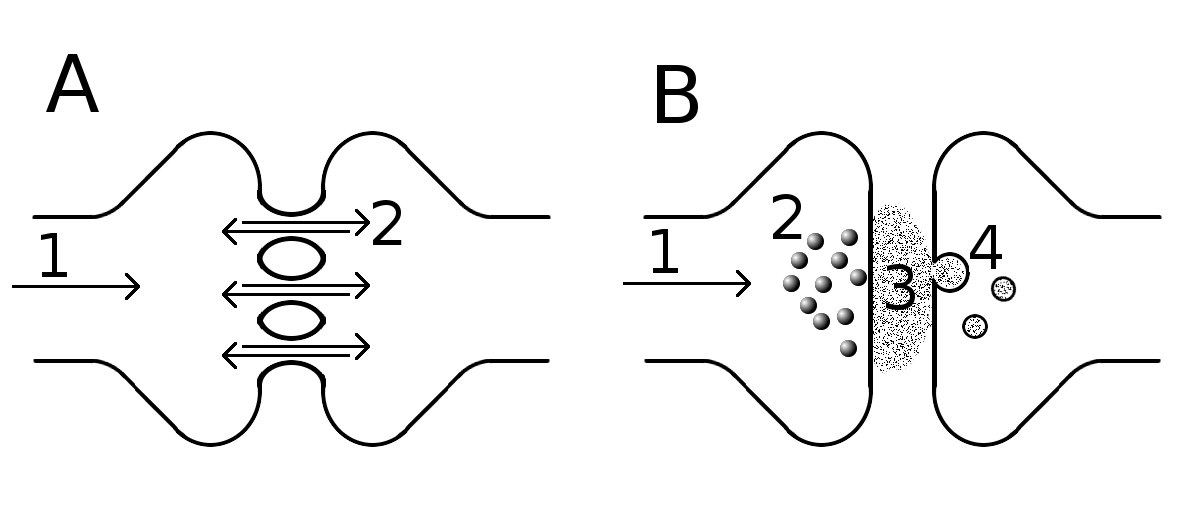
Porównanie synapsy elektrycznej (A) i chemicznej (B); A) pobudzenie (1) jest przekazywane między komórkami za pomocą transportu jonów (2) przez bezpośrednie kanały; B) pobudzenie (1) skutkuje wydzielaniem pęcherzyków i egzocytotycznym wydzielaniem (2) substancji przekaźnikowej (3) wchłanianej endocytotycznie (4) przez komórkę – odbiornik.

Synapsa – miejsce komunikacji błony kończącej akson z błoną komórkową drugiej komórki nerwowej lub komórki narządu wykonawczego (na przykład mięśnia lub gruczołu).
Impuls nerwowy zostaje przeniesiony z jednej komórki na drugą przy udziale substancji o charakterze neuroprzekaźnika (zwanego czasem neurohormonem) – mediatora synaptycznego (synapsy chemiczne) lub na drodze impulsu elektrycznego (synapsy elektryczne). Synapsy otoczone są przez astrocyty, które uczestniczą w przekazywaniu sygnału między neuronami. Powtarzające się przekazywanie impulsu długotrwale wzmacnia przewodnictwo synaptyczne. Powstawanie sieci neuronów o zwiększonym przewodnictwie jest podstawą procesu uczenia i zapamiętywania.
Nowe synapsy powstają w procesie zwanym synaptogenezą.

## Połączenia synaptyczne
Ze względu na rodzaj komórek, między którymi przekazywany jest sygnał, wyróżnia się synapsy:
- nerwowo-nerwowe – połączenie między dwiema komórkami nerwowymi
- nerwowo-mięśniowe – połączenie między komórką nerwową a mięśniową
- nerwowo-gruczołowe – połączenie między komórką nerwową a gruczołową

## Typy synaps
Ze względu na sposób przekazywania impulsu wyróżnia się synapsy elektryczne i chemiczne.

### Elektryczne
W synapsach elektrycznych przeniesienie depolaryzacji błony presynaptycznej na postsynaptyczną odbywa się za pośrednictwem połączenia szczelinowego między komórkami nerwowymi bez uczestnictwa neuroprzekaźników. Kolbka presynaptyczna oddalona jest od kolbki postsynaptycznej o 3,5 nm. Informacja w postaci jonów nieorganicznych (Na+, Ca2+, H+ i inne) może przepływać dwukierunkowo, zatem każdy neuron może być nadawcą albo odbiorcą. Impuls jest prawie tysiąckrotnie szybszy od impulsu synaps chemicznych, jednak nie może ulegać wzmocnieniu. Synapsy elektryczne występują w mięśniach, siatkówce oka, części korowej mózgu oraz niektórych częściach serca.

### Chemiczne
W tych synapsach komórki są od siebie oddalone o ok. 20 nm, między nimi powstaje szczelina synaptyczna. Zakończenie neuronu presynaptycznego tworzy kolbkę synaptyczną, w której są wytwarzane neuroprzekaźniki (mediatory – przekazywane w pęcherzykach synaptycznych), które łączą się z receptorem, powodując depolaryzację błony postsynaptycznej. Występują tam, gdzie niepotrzebne jest szybkie przekazywanie impulsu, np. w narządach wewnętrznych.
Obecnie znanych jest ok. 60 związków, które pełnią funkcję mediatorów. Wyróżnia się wśród nich neuroprzekaźniki pobudzające lub hamujące wzbudzanie potencjału czynnościowego. Głównym neuroprzekaźnikiem pobudzającym w korze mózgowej ssaków jest kwas glutaminowy. Inne znane mediatory pobudzające to acetylocholina, noradrenalina, adrenalina, dopamina, serotonina, histamina. Głównym neuroprzekaźnikiem hamującym jest kwas γ-aminomasłowy (GABA). Pozostałe mediatory hamujące to glicyna i peptydy opioidowe.

## Synapsa nerwowo-mięśniowa (motoryczna)
Przez synapsę nerwowo-mięśniową następuje przekazanie sygnału z motoneuronu do mięśnia szkieletowego. W pobliżu komórki mięśniowej neuron traci osłonkę mielinową i rozdziela się na wiele cienkich odgałęzień, które kontaktują się z błoną komórki mięśniowej (błoną postsynaptyczną). W miejscach styczności na końcówkach nerwu (błonie presynaptycznej) znajdują się kolbki synaptyczne zawierające pęcherzyki z neurotransmiterem acetylocholiną (ACh). Przestrzeń między błoną pre- i postsynaptyczną to przestrzeń synaptyczna.
W błonie presynaptycznej są strefy aktywne, w których zachodzi egzocytoza pęcherzyków z neurotransmiterem i uwolnienie ACh do przestrzeni synaptycznej. W tej błonie mieszczą się także kanały wapniowe typu N.
W błonie postsynaptycznej, naprzeciw stref aktywnych, tworzą się pofałdowania synaptyczne. Na ich krawędziach znajdują się receptory acetylocholiny typu synaptycznego, które są kanałami jonowymi otwierającymi się w wyniku przyłączenia ACh.

## Schemat działania synapsy chemicznej
Gdy impuls nerwowy dotrze do zakończenia aksonu, powoduje otwarcie kanałów jonowych selektywnie wpuszczających jony wapnia. Jony te uaktywniają migrację pęcherzyków presynaptycznych (zawierających mediator – substancję chemiczną, np. adrenalinę, noradrenalinę, acetylocholinę). Na drodze egzocytozy pęcherzyki te uwalniają zawartość do szczeliny synaptycznej.
Mediator wypełnia szczelinę synaptyczną i część z jego cząsteczek łączy się z receptorami na błonie postsynaptycznej. Powoduje to otworzenie się kanałów dla jonów sodu, a w efekcie depolaryzację błony postsynaptycznej. Jeżeli depolaryzacja ta osiągnie wartość progową, otwierają się kolejne kanały sodowe wrażliwe na napięcie, skutkiem czego pojawia się potencjał czynnościowy i indukuje falę przechodzącą przez cały neuron.
Cząsteczki mediatora działają w szczelinie synaptycznej jedynie przez określony czas. Jest to spowodowane istnieniem receptorów na błonie presynaptycznej, które zajmują się zwrotnym wychwytem (re-uptake) mediatora.